# Pablo Alfaro Armengot
Pablo Alfaro Armengot (ur. 24 kwietnia 1969 w Saragossie) – hiszpański piłkarz, później również trener. Obecnie nie jest zatrudniony w żadnym klubie. Jego ulubioną pozycją na boisku był środkowy obrońca. Zaliczył 418 występów w Primera División grając w 6 klubach przez 15 sezonów, strzelając w tym czasie 7 bramek.